# Köhlersches Haus

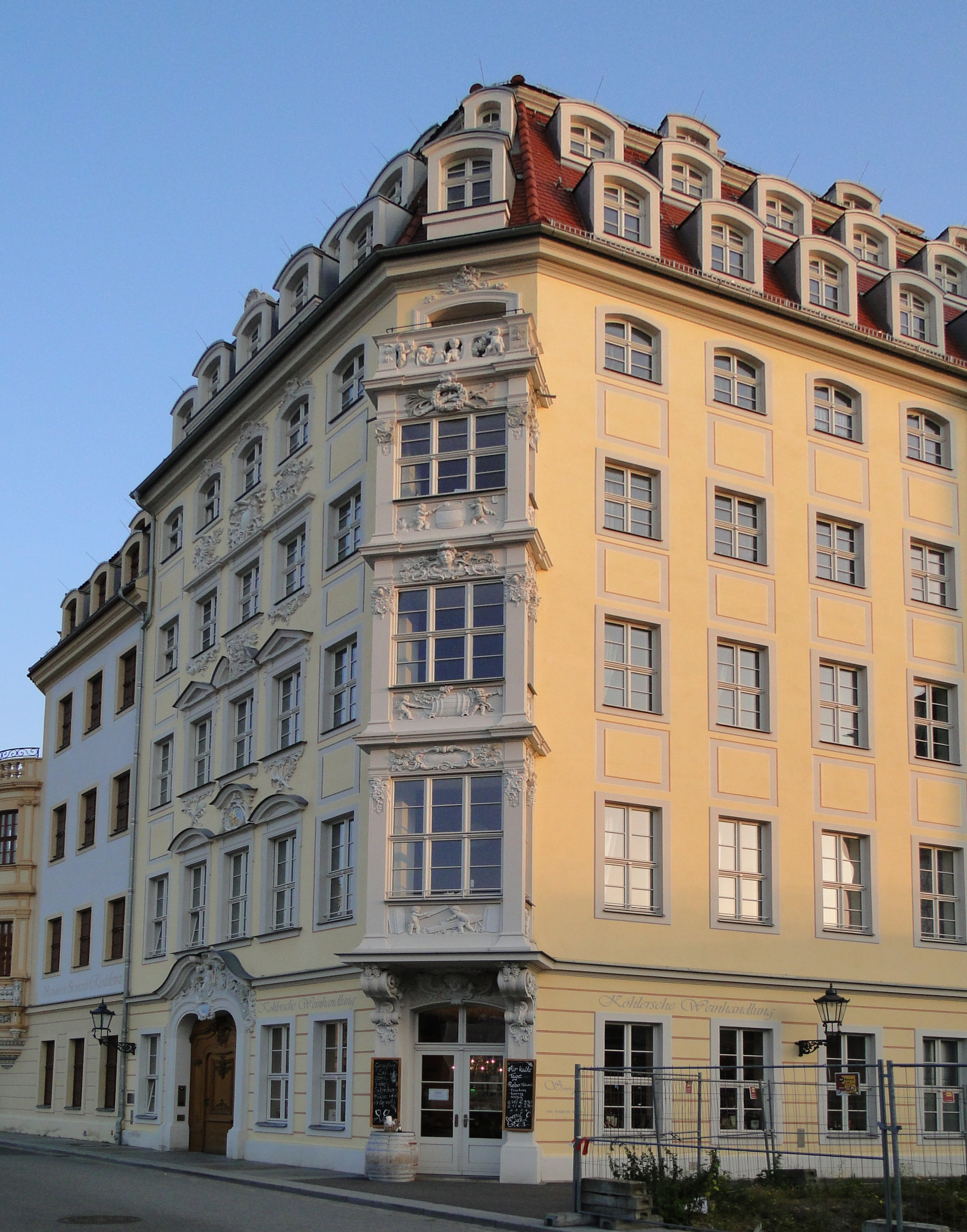
Köhlersches Haus (2011)

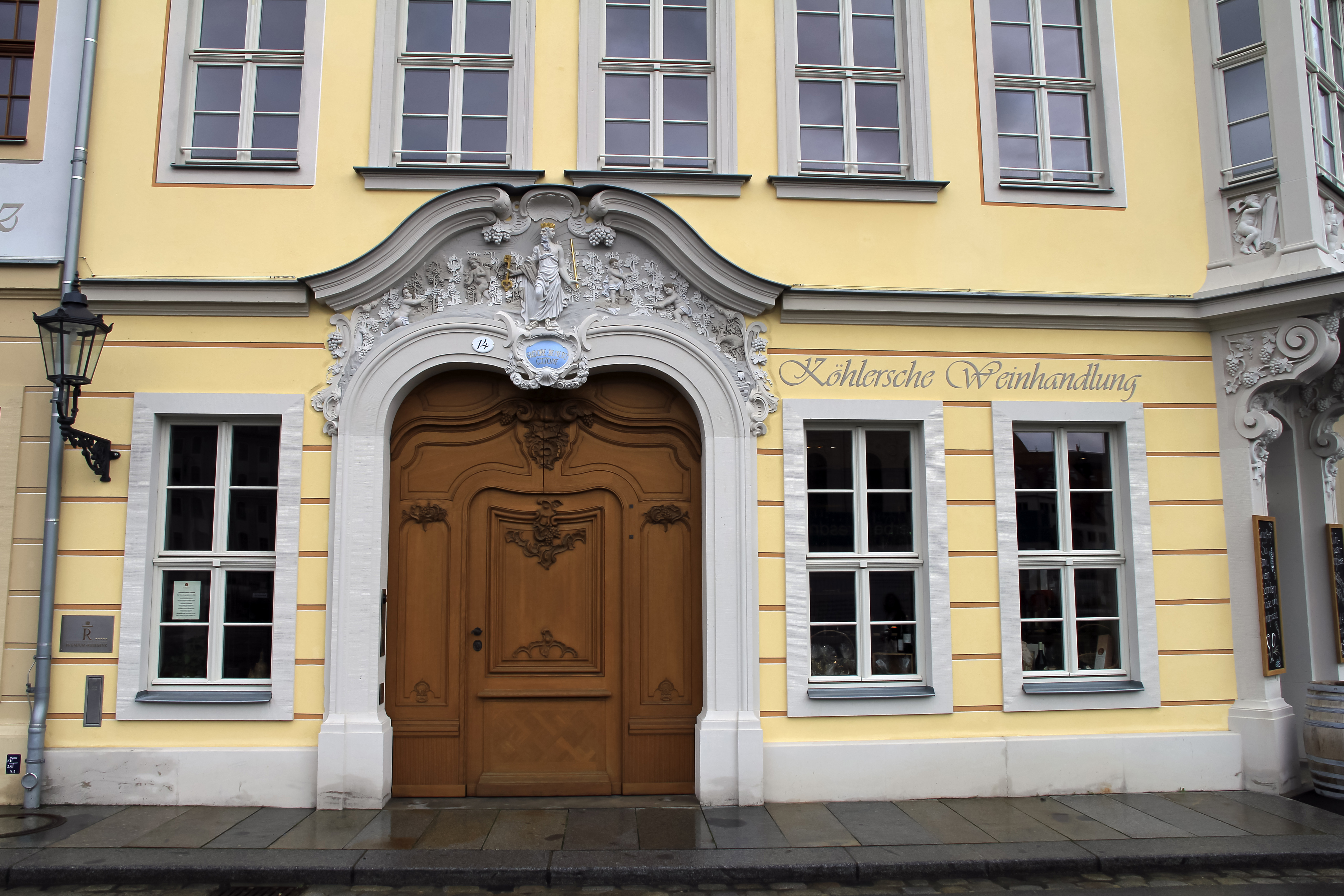
Portal

Das Köhlersche Haus auf der Frauenstraße 14 ist ein um 1749 im Stil des Dresdner Rokoko erbautes Wohnhaus in Dresden. Der Bau gilt als das bedeutendste Dresdner Rokokohaus und zugleich als einer der schönsten bürgerlichen Bauten der Stadt. Es wurde 1945 zerstört, jedoch 2007 bis 2008 gemeinsam mit dem direkt anschließenden Heinrich-Schütz-Haus im sogenannten Quartier V rekonstruiert.

## Geschichte

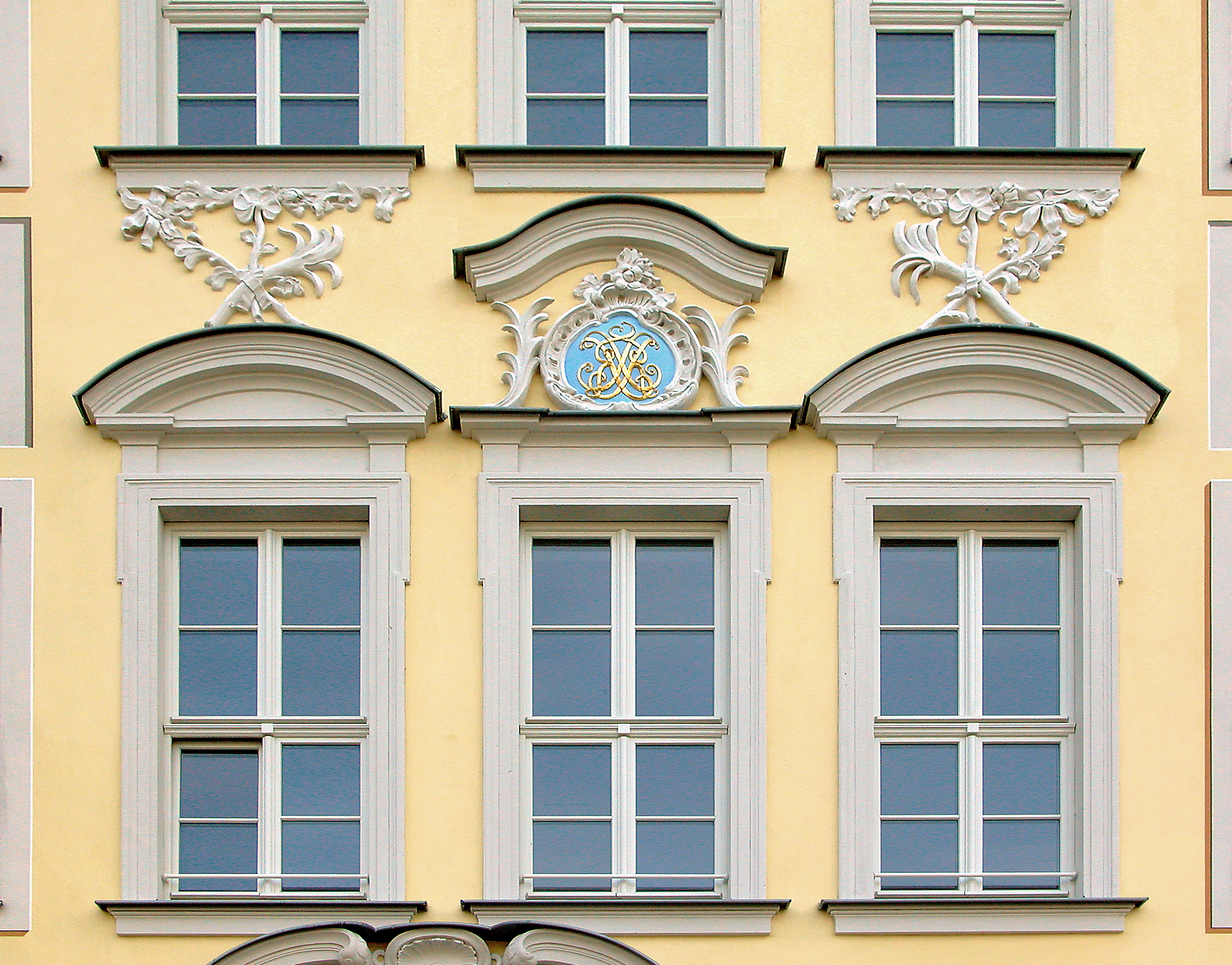
Fassadendetail

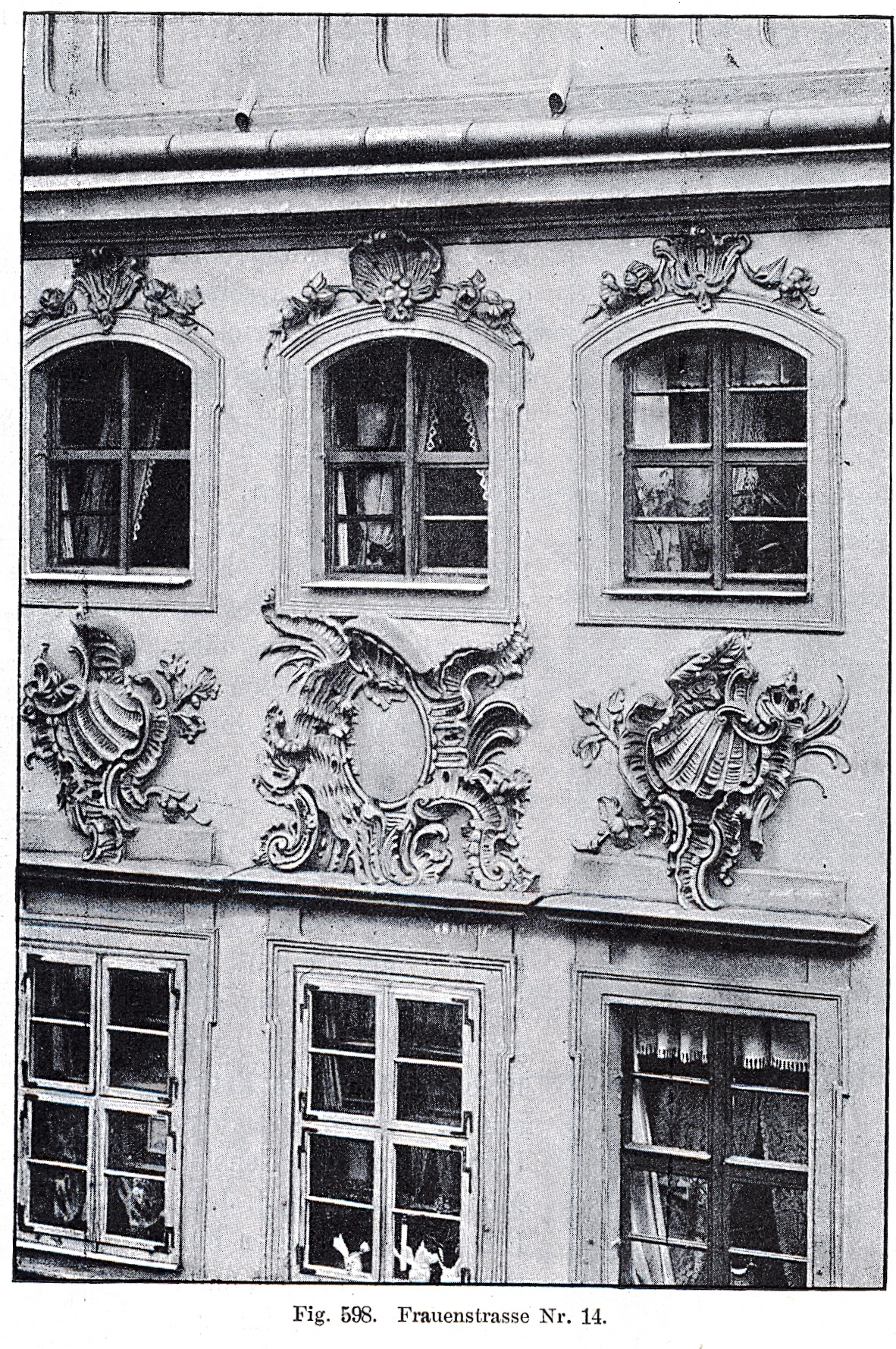
Fassade gegen die Frauenstraße

Im Jahr 1746 erwarb Böttchermeister und Weinhändler Johannes Köhler das Grundstück und gab einen Neubau des Hauses in Auftrag. Der Umbau erfolgte in den Jahren 1749/1750. Während die ältere Literatur keine Angaben zum Architekten machen wollte, vermutete man seit Fritz Löffler als ausführenden Baumeister Samuel Locke, der ein Schüler von Johann Christoph Knöffel war. Stefan Hertzig hält jedoch die Urheberschaft Lockes „bei eingehender Betrachtung des Hauses [für] mehr als zweifelhaft und keineswegs nachweisbar“ und geht sogar soweit zu sagen: „Sicher ist lediglich, daß es […] Samuel Locke nicht gewesen sein kann“. Er hält aufgrund verschiedener Indizien Andreas Adam als Architekten für möglich. Motive, die für Adam sprächen, seien der aufwändige Rocailledekor, die im Dachbereich vorgesetzte Scheinbalustrade und die Gestaltung des hohen Mansarddaches. Er nennt aber auch Gründe, die gegen Adam sprechen – etwa den mit traditionellen Verdachungsgiebeln kombinierten und nicht an Spiegelfelder gebundenen Rokokodekor.
Der Bauherr Johannes Köhler wird zumindest das Erdgeschoss des Hauses auch für seinen Weinhandel genutzt haben. Bis Mitte des 19. Jahrhunderts wechselte der Eigentümer des Hauses mehrfach. So sind 1797 die „Jungfern“ Christiane Charlotte und Karoline Sophie Fleischer als Eigentümerinnen verzeichnet, im Adressbuch von 1804 sind „Fleischers Erben“ eingetragen, danach die Firma Schwätzke und Consorten und dann, seit Anfang der 1840er-Jahre, der Kaufmann J. Carl Michael Schmidt.
Im Haus sind immer wieder Geschäfte, aber auch ein Café in den Dresdner Adressbüchern verzeichnet. So hatte 1797 der Glashändler Christian Gottlob Vetter seine Geschäftsräume im Erdgeschoss und von ca. 1857 bis Mitte der 1870er-Jahre befand sich das Café de l’Europe des Franzosen Charles Deville in Erdgeschoss und erstem Stock. Es nahm jeweils die rechte Seite des Gebäudes ein, während sich links eine Kolonialwarenhandlung befand, die der Eigentümer des Hauses, der oben genannte Herr Schmidt, zusammen mit seinem Compagnon Christian Gottlob Siedel führte, dessen Nachfahren im 20. Jahrhundert das Haus gehörte.
Von über die Grenzen Dresdens hinausgehender Bedeutung war sicher die von Johann Heinrich Klemm (1819–1886) und Gustav Adolph Müller betriebene Deutsche Bekleidungs-Academie, die auch die Europäische Modezeitung herausbrachte und diese seit den 1850er-Jahren aus der Frauenstraße 14 vertrieb.
Weitere Bewohner des Hauses waren in den unteren Etagen so angesehene Dresdner Bürger wie der Kapellmeister und Komponist Carl Riccius (1830–1893). In den oberen Geschossen lebten, wie in bürgerlichen Mietshäusern üblich, kleinere Leute. So ist im Adressbuch von 1901 für das Erdgeschoss weiterhin die Firma Schmidt & Co. (Hoflieferanten) verzeichnet und im dritten Stock der Inhaber einer Pianofortehandlung. Im vierten Obergeschoss lebten etwa die Witwe eines Stadtgendarms, eine Lehrerin und ein Ober-Postassistent. Im Dachgeschoss sind zwei Schlossergehilfen, zwei Marktarbeiter und zwei Witwen eingetragen.
Die 1945 infolge der Luftangriffe auf Dresden ausgebrannte Ruine des Köhlerschen Hauses wurde im Dezember 1949 im Rahmen der planmäßigen Enttrümmerung gesprengt.

## Baubeschreibung

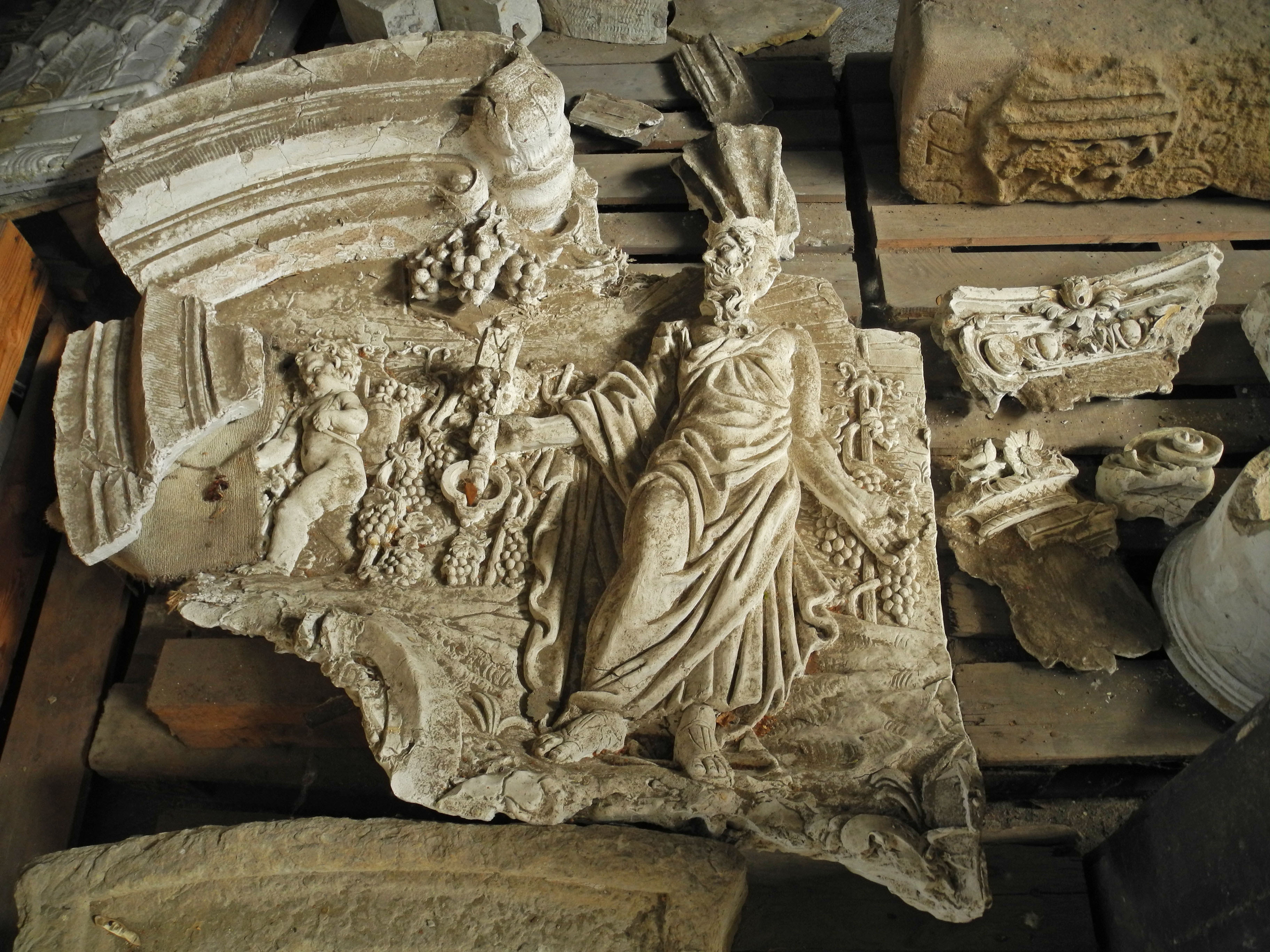
Fragment vom Portal im Lapidarium Dresden

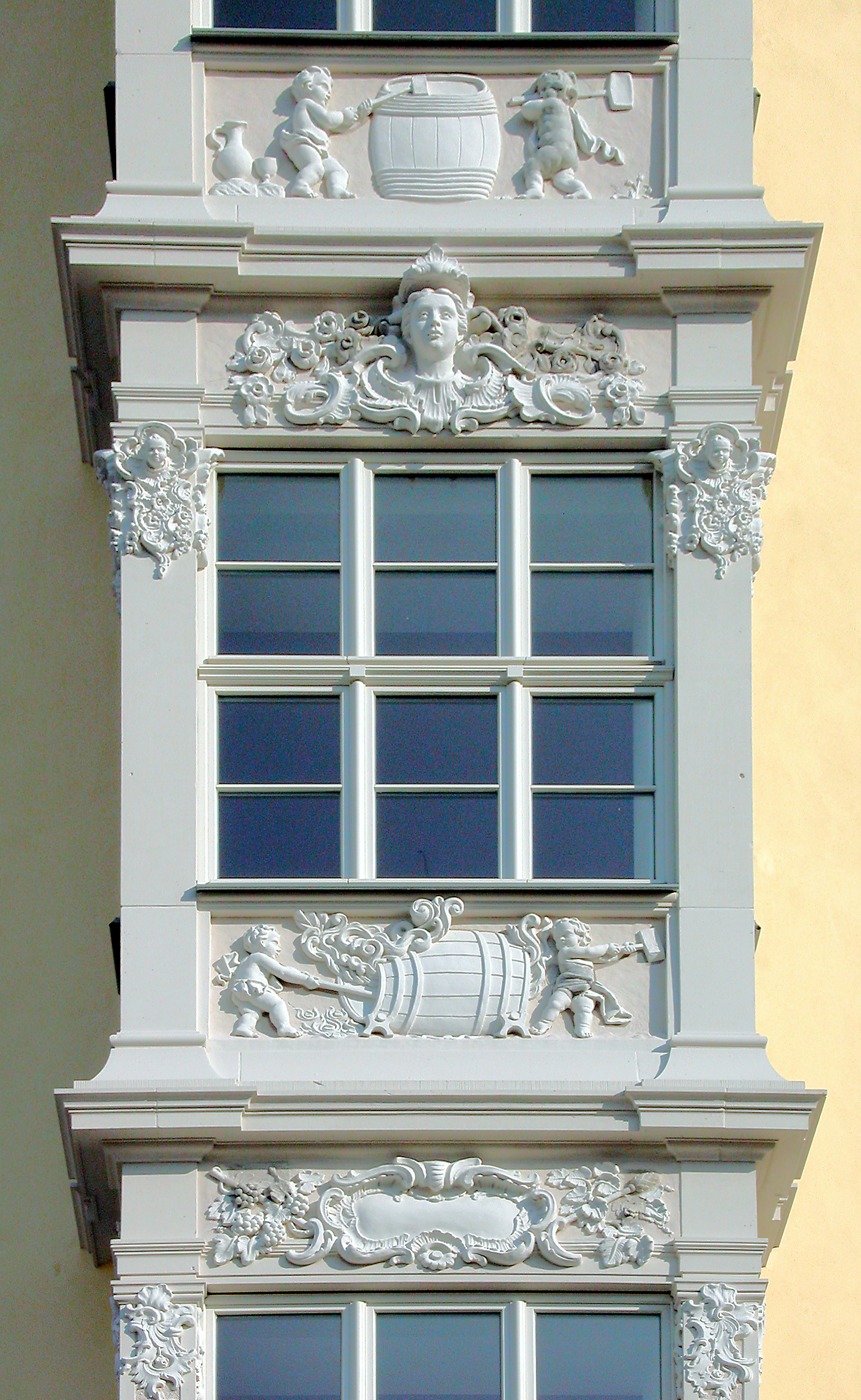
Detail des Eckerkers

Das fünfgeschossige und für damalige Verhältnisse sehr hohe Gebäude hat zwei Fassaden: die reich geschmückte, nur fünf Achsen breite Fassade zur Frauenstraße und die fast völlig schmucklose Front zur engen Schuhmachergasse von 15 Achsen.
Da der Bauherr von Beruf Böttchermeister und Weinhändler war, wurden die Putten des Eckerkers als Wein- und Böttcherarbeiter dargestellt. Über dem Eingangsportal ist ein in Sandstein gefertigter Weinberg zu sehen, der von Putten bearbeitet wird. Das Portal zeigt als oberen Abschluss einen Korbbogen mit Muschel als Schlussstein, darüber eine janusköpfige Gestalt mit Schlüssel und Stab vor dem Weinberg. Der Schlussstein trug den Spruch „Sudore Benedictione“.
Alle Fenster des dreiachsigen Mittelrisalits der Schauseite sind mit profilierten Gewänden und verschiedenen Verdachungsgiebeln geschmückt. Im ersten Stock wird ein Schweifgiebel von zwei Segmentbögen umrahmt und enthält eine Kartusche mit den Initialen des Bauherrn. Im zweiten Obergeschoss befinden sich seitlich Dreiecksgiebel, die durch feines Rocaillewerk mit den Fenstern verbunden werden. Das Mittelfenster wird von einem gesprengten Segmentgiebel überdacht, in dessen Mitte sich eine reich geschmückte Rokokokartusche mit Blüten und Frauenmaske befindet. Die Fenster des dritten Stocks sind gerade verdacht, im vierten Stock findet sich weiterer Schmuck in Form von Muscheln und Blütenketten.
Den bedeutendsten Schmuck des Hauses stellt aber nach Hertzig der dreigeschossige Eckerker dar, der Puttengruppen zeigt, die ein Fass herstellen. So wird das Hobeln der Dauben, das Ausschwefeln sowie das Hämmern der Reifen dargestellt. An der durchbrochenen Brüstung des Altanes werden spielende Kinder mit den Werkzeugen der Böttcher gezeigt. Auch der unter dem Erker befindliche Nebeneingang ist reichhaltig ausgestattet. Er wird von zwei Volutenkonsolen eingerahmt und in über seinem Sturz befindet sich eine große Schmuckkartusche, die bis unter den Boden des Erkers gebogen ist. Der Erker wird durch Pilaster gegliedert, die Puttengruppen befinden sich in seinen Brüstungszonen.